# Souvigné-sur-Sarthe
Souvigné-sur-Sarthe ist eine französische Gemeinde mit 606 Einwohnern (Stand: 1. Januar 2022) im Département Sarthe in der Region Pays de la Loire. Sie gehört zum Arrondissement La Flèche und zum Kanton Sablé-sur-Sarthe. Die Einwohner werden Solviniacois und Solviniacoises oder Souvignéens und Souvignéennes genannt.

## Geographie
Souvigné-sur-Sarthe ist die westlichste Gemeinde des Départements Sarthe und befindet sich an der Grenze zum benachbarten Département Mayenne. Sie liegt in der historischen Provinz Maine etwa 48 Kilometer westsüdwestlich von Le Mans am Fluss Sarthe, der die südöstliche Gemeindegrenze bildet. Hier mündet auch der Nebenfluss Taude in die Sarthe. Umgeben wird Souvigné-sur-Sarthe von den Nachbargemeinden Saint-Brice im Norden und Nordwesten, Sablé-sur-Sarthe im Norden und Osten, Saint-Denis-d’Anjou im Süden und Südwesten sowie Bouère im Westen.

## Bevölkerungsentwicklung
| Jahr                       | 1962 | 1968 | 1975 | 1982 | 1990 | 1999 | 2006 | 2018 |
| Einwohner                  | 409  | 371  | 389  | 423  | 455  | 522  | 619  | 625  |
| Quellen: Cassini und INSEE |      |      |      |      |      |      |      |      |

## Sehenswürdigkeiten
- Kirche Saint-Maurille. Langhaus mit einem Hauptschiff, Chor und Glockenturm datieren aus dem 12. Jahrhundert
- Schloss La Roche Talbot aus dem 15. oder 16. Jahrhundert mit Umbauten in der Folgezeit
- Schloss Haute Porte aus dem 19. Jahrhundert
- Herrenhaus La Courbe, vom 15. bis 18. Jahrhundert errichtet

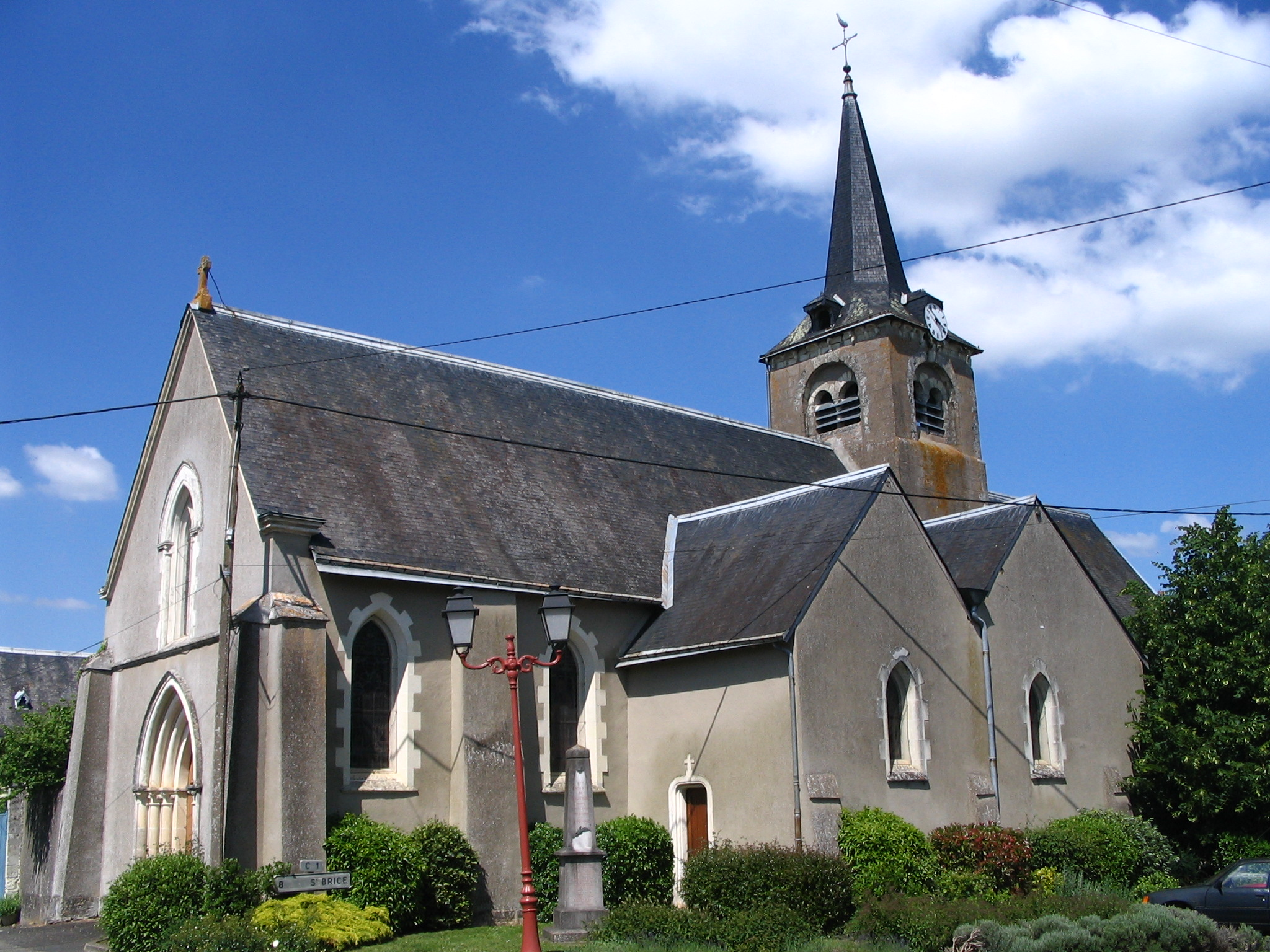
Abtei Saint-Maurille